# Basilisk (браузер)
Basilisk — открытый и свободный браузер, созданный разработчиками Pale Moon. Первый релиз состоялся в ноябре 2017. Basilisk — это вечная бета-программа, предназначенная для усовершенствования базовой платформы браузера Pale Moon.
Как и Pale Moon, Basilisk — это форк Firefox с некоторыми изменениями. Basilisk использует интерфейс Australis, использовавшийся в Mozilla Firefox в версиях 29—56. Для дополнений Basilisk поддерживает XUL/XPCOM- и NPAPI-расширения, как и Pale Moon. В отличие от Pale Moon, Basilisk частично поддерживает WebExtensions (до версии браузера от 2019.02.11) и DRM.
Финальная версия вышла 27 января 2022 года. В ней отсутствует проверка обновлений. В истории изменений указывается, что на 27.01.2022 года отсутствуют разработчики, имеющие право выпускать данный продукт, и сообществу следует остерегаться возможных подделок. По состоянию на 29.07.2022 — развивается независимой от Pale Moon командой разработчиков